# Maluro
Maluro ist ein osttimoresischer Suco im Verwaltungsamt Matebian (Gemeinde Baucau).

## Geographie
Vor der Gebietsreform 2015 hatte Maluro eine Fläche von 1,21 km². Nun sind es 6,49 km². Der Suco liegt im Südosten des Verwaltungsamts Matebian. Der Suco verfügt über keine größeren Siedlungen oder Straßen.
Im Suco befinden sich die vier Aldeias Loilubo-Uagua, Namanei, Samafalo und Ua-Robo.

## Einwohner
Im Suco leben 799 Menschen (2022), davon sind 413 Männer und 386 Frauen. Im Suco gibt es 199 Haushalte. Fast alle der Einwohner geben Makasae als ihre Muttersprache an. Nur wenige Einwohner haben als Muttersprache Tetum Prasa.

## Politik
Bei den Wahlen von 2004/2005 wurde Domingos D.C. Soares zum Chefe de Suco gewählt. Bei den Wahlen 2009 gewann Bernardo de Carvalho und wurde 2016 in seinem Amt bestätigt. 2023 wurde Nuno Florindo neuer Chefe de Suco.
2023 wurden zum Chefe de Aldeias gewählt: Ricardina Madalena Ximenes (Loilubo-Uagua), Martinho Valente (Namanei), Januário Mateus de Carvalho (Samafalo) und Gaspar Gusmão (Ua-Robo).